# Neocorynura
Neocorynura är ett släkte av bin. Neocorynura ingår i familjen vägbin.

## Dottertaxa tillNeocorynura, i alfabetisk ordning[1]
- Neocorynura aenigma
- Neocorynura atromarginata
- Neocorynura autrani
- Neocorynura azyx
- Neocorynura banarae
- Neocorynura brachycera
- Neocorynura caligans
- Neocorynura centroamericana
- Neocorynura cercops
- Neocorynura chapadicola
- Neocorynura chrysops
- Neocorynura cicur
- Neocorynura claviventris
- Neocorynura codion
- Neocorynura colombiana
- Neocorynura cribrita
- Neocorynura cuprifrons
- Neocorynura cyaneon
- Neocorynura dilutipes
- Neocorynura diploon
- Neocorynura discolor
- Neocorynura discolorata
- Neocorynura dittachos
- Neocorynura erinnys
- Neocorynura euadne
- Neocorynura fumipennis
- Neocorynura fuscipes
- Neocorynura hemidiodiae
- Neocorynura icosi
- Neocorynura iguaquensis
- Neocorynura iopodion
- Neocorynura lampter
- Neocorynura lasipion
- Neocorynura lepidodes
- Neocorynura lignys
- Neocorynura marginans
- Neocorynura melamptera
- Neocorynura monozona
- Neocorynura muiscae
- Neocorynura nean
- Neocorynura nictans
- Neocorynura nigroaenea
- Neocorynura norops
- Neocorynura nossax
- Neocorynura notoplex
- Neocorynura nuda
- Neocorynura oiospermi
- Neocorynura panamensis
- Neocorynura papallactensis
- Neocorynura peruvicola
- Neocorynura pleuritis
- Neocorynura polybioides
- Neocorynura pseudobaccha
- Neocorynura pubescens
- Neocorynura pycnon
- Neocorynura pyrrhothrix
- Neocorynura rhytis
- Neocorynura riverai
- Neocorynura roxane
- Neocorynura rubida
- Neocorynura rufa
- Neocorynura rutilans
- Neocorynura sequax
- Neocorynura spizion
- Neocorynura squamans
- Neocorynura stilborhin
- Neocorynura sulfurea
- Neocorynura tarpeia
- Neocorynura tica
- Neocorynura trachycera
- Neocorynura triacontas
- Neocorynura unicincta
- Neocorynura villosissima